# L'Arlesiana (opera)
L'Arlesiana è un melodramma in tre atti di Francesco Cilea su libretto di Leopoldo Marenco tratto dall'omonimo dramma di Alphonse Daudet.

## Storia
Fu rappresentato per la prima volta il 27 novembre 1897 al Teatro Lirico di Milano, senza che ottenesse un successo significativo, nonostante la presenza di Enrico Caruso, all'epoca appena ventiquattrenne, praticamente ai suoi esordi.
L'esito fu migliore circa un anno dopo, quando il 22 ottobre 1898 l'opera, ridotta da 4 a 3 atti, fu rappresentata nello stesso teatro.
Una terza versione, drasticamente rimaneggiata, andò in scena al Teatro San Carlo di Napoli il 28 marzo 1912 diretta da Vittorio Gui. 
Ulteriori modifiche furono effettuate nei decenni successivi, tra cui l'aggiunta del preludio nel 1936 e dell'intermezzo sinfonico che apre il terzo atto nel 1938.
Il 20 febbraio 1937 avviene la prima nel Teatro dell'Opera di Roma diretta da Oliviero De Fabritiis con Licia Albanese, Gianna Pederzini, Tito Schipa e Saturno Meletti.
La partitura che ascoltiamo oggi andò in scena per la prima volta al Teatro Municipale di Piacenza il 23 gennaio 1940, ma alla Casa della Cultura di Palmi è conservata una riduzione per canto e pianoforte di questa versione nella quale Cilea annotò ulteriori modifiche in vista di un'ennesima revisione mai portata a termine.
Il 15 maggio 1940 avviene la prima nel Parco del Valentino di Torino con Giovanni Malipiero, Gino Bechi ed Italo Tajo, il 16 novembre 1942 al Teatro Comunale di Bologna diretta da De Fabritiis con la Pederzini, Schipa ed Aristide Baracchi, il 10 dicembre successivo al Teatro Regio di Parma diretta da Gianandrea Gavazzeni con Clara Petrella, Ferruccio Tagliavini ed Afro Poli ed il 14 ottobre 1944 nel Teatro Donizetti di Bergamo con la Petrella, Cloe Elmo, Schipa, Poli e Baracchi.
Nel 1951 avviene la prima nel Teatro Alfieri (Torino) con Giulietta Simionato, Agostino Lazzari e Piero Guelfi.
Fra le modifiche operate nei vari rifacimenti vi è anche l'abolizione dell'aria "Una mattina", nota nel corpus delle liriche col titolo "Alba novella", solo in tempi recenti ricondotta alla prima versione dell'opera in quattro atti. Nonostante quest'aria fosse stata eliminata da Cilea subito dopo la prima esecuzione, senza mai più volerla reintegrare nei successivi decenni, è stata comunque proposta la reintroduzione in tempi moderni, sotto la spinta del tenore Giuseppe Filianoti, con l'orchestrazione di Mario Guido Scappucci.
Nel complesso si può affermare che L'Arlesiana è una delle partiture che hanno subito il maggior numero di rimaneggiamenti nella storia dell'opera, a dimostrazione dell'affetto che il compositore nutrì per la sua terza opera, e che egli espresse a chiare lettere nei Ricordi, ma anche della parziale insoddisfazione per il risultato estetico.
La fortuna dell'opera è legata alla romanza del protagonista, nota come "Lamento di Federico", e in seconda battuta all'aria di Mamma Rosa "Esser madre è un inferno". Nonostante le frequenti esecuzioni di questi brani, fino agli anni '30 L'Arlesiana fu messa in scena raramente, A causa delle sanzioni imposte all'Italia nel 1936 causa la conquista dell'Etiopia Benito Mussolini impose ai teatri italiani di rappresentare principalmente opere italiane e ciò fu la fortuna dell'opera e anche di Gloria. L'opera fu ripresa anche all'EIAR e da allora, per qualche tempo, si affermò in repertorio. Lo stesso Cilea dichiarò in seguito "Le sanzioni furono per me una fortuna".

## Ruoli
| Ruolo       | Voce         | Cast della Prima, 27 Novembre 1897 (Direttore: Giovanni Zuccani) |
| ----------- | ------------ | ---------------------------------------------------------------- |
| Federico    | tenore       | Enrico Caruso                                                    |
| Vivetta     | soprano      | Matilde Ricci-De Paz                                             |
| Rosa Mamai  | mezzosoprano | Minnie Tracey                                                    |
| L'innocente | mezzosoprano | Clotilde Orlando                                                 |
| Marco       | basso        | Giuseppe Frigiotti                                               |
| Baldassare  | baritono     | Lelio Casini                                                     |
| Metifio     | baritono     | Mario Aristidi                                                   |

## Trama
Una caratteristica insolita della vicenda è l'assenza fisica del personaggio femminile che dà il titolo all'opera. Infatti l'affascinante ragazza di Arles della quale è innamorato il protagonista, Federico, non compare mai in scena, ma la sua presenza incombe continuamente sulla vicenda. Federico ne è pazzamente innamorato ma, giunto finalmente il momento del matrimonio, è costretto a rinunciarvi a causa di Metifio, che vanta un diritto sulla giovane esibendo alcune lettere d'amore che l'Arlesiana gli ha scritto. Federico si dispera e la madre Rosa riesce a convincerlo a dimenticare la giovane di Arles sposando Vivetta, figlioccia della stessa Rosa, una brava ragazza del paese da tempo innamorata di lui. Convinto di aver superato la sua malattia d'amore, Federico decide di accettare il suggerimento della madre, ma proprio il giorno fissato per le nozze, la ricomparsa di Metifio risveglia in Federico la passione e la gelosia per l'amata di un tempo, fino a spingerlo al suicidio gettandosi dall'alto del fienile.

## Brani celebri
- Come due tizzi accesi (atto I)
- È la solita storia del pastore (detto anche: Il lamento di Federico - atto II)
- Esser madre è un inferno (atto III)

## Discografia (parziale)
- L'arlesiana - Ferruccio Tagliavini, Pia Tassinari, Paolo Silveri, Gianna Galli - Coro e Orchestra della RAI Torino, Arturo Basile - Cetra (1955)
- L'arlesiana - Giuseppe Filianoti, Iano Tamar, Francesco Landolfi, Mirela Bunoaica - Opernchor des Theater Freiburg, Freiburg Philharmonic Orchestra, Fabrice Bollon - CPO (2014)
- L'arlesiana - Dmitrij Golovnin, Annunziata Vestri, Stefano Antonucci, Mariangela Sicilia - Coro Lirico Marchigiano “V. Bellini”, Orchestra Filarmonica Marchigiana, Francesco Cilluffo - Dynamic (2015)